# Castro de La Caimada
El Castro de La Caimada, también llamado Castro de la Queimada, es un castro situado en el monte homónimo en el concejo de Belmonte de Miranda, Asturias. Se trata de un castro interior sin excavar en el que se han documentado algunos elementos que defienden su condición.

## Localización
El castro se localiza en la cumbre del monte La Caimada (587 m), en el concejo de Belmonte de Miranda, a la margen derecha del río. Se trata de un monte que facilita unas condiciones estratégicas aptas para la instalación de un poblado de estas características. Tanto por su lado norte como sur cuenta con pendientes abruptas que hacen difícil el acceso por estas vías, especialmente por el lado Norte en el que existe un barranco rocoso intransitable. Por el lado este se une a Peña Prieta, un pequeño macizo de roca caliza, formando un collado, que constituye la forma de acceso principal. Este collado está ocupado por zonas de pasto, de la misma forma que la superficie ocupada por el yacimiento. En el lado oeste se disponen las defensas, orientadas hacia el valle del Pigüeña. 
A la selección de un relieve característico según unos intereses estratégicos, se une su proximidad a zonas de captación de agua y a espacios que podrían haber sido dedicados a la ganadería, zona conocida hoy en día como la L.lousa.
Hoy en día, es posible acceder al castro a través de la pista habilitada desde la braña de Las veigas en Meruxa o a pie desde La Durera siguiendo los caminos interiores y tomando la bifurcación del Camino de La Curueza que conduce a la pista antes mencionada.

## Estructura
La identificación de la morfología del Castro de la Caimada como poblado castreño no resulta fácil, pues no ha sido excavado y a simple vista no se aprecian muchos elementos singulares, si bien han sido documentados varios elementos defensivos, como parapetos y fosos. En la cota máxima se encuentra la acrópolis del castro, un espacio rocoso y actualmente cubierto de vegetación que responde a la zona privilegiada y en la que surgiría el poblado, además de ser el recinto dedicado a los edificios principales. Ante ella, se encuentra una pequeña planicie delimitada por sendos desniveles dirección sur. Hacia el Oeste cuenta con varias líneas de caminos que surgen de la acrópolis y descienden a la zona baja delimitados por losas dispuestas verticalmente, así como una empalizada con grandes bloques de piedra. La zona baja del castro es bastante rocosa.